# 千代田村 (山梨県)
千代田村（ちよたむら）は山梨県西山梨郡にあった村。現在の甲府市中心部の北方、荒川左岸、千代田湖から荒川ダムにかけての区域にあたる。

## 地理
- 山：片山、帯那山、水ヶ森、中津森
- 河川：荒川
- 湖沼：千代田湖

## 歴史
- 1875年（明治8年）6月 - 山梨郡上帯那村・下帯那村・平瀬村が合併して千代田村となる。
- 1878年（明治11年）7月22日 - 郡区町村編制法の施行により、千代田村が西山梨郡の所属となる。
- 1889年（明治22年）7月1日 - 町村制の施行により、千代田村が単独で自治体を形成。
- 1954年（昭和29年）10月17日 - 甲府市に編入。同日千代田村廃止。